# Frithjof Sælen
Frithjof Sælen (Bergen, 5 de agosto de 1892 — Bergen, 9 de outubro de 1975) foi um ginasta norueguês que competiu em provas de ginástica artística pela nação.
Sælen é o detentor de uma medalha olímpica, conquistada na edição de 1912, nos Jogos de Estocolmo. Na ocasião, foi o medalhista de ouro da prova coletiva de sistema livre ao lado de seus 23 companheiros de equipe, quando superou as nações da Finlândia e Dinamarca, prata e bronze respectivamente. Oito anos mais tarde, nas Olimpíadas da Antuérpia, subiu ao pódio novamente, com a medalha de prata da mesma modalidade.